# 身延駅
身延駅（みのぶえき）は、山梨県南巨摩郡身延町角打にある、東海旅客鉄道（JR東海）身延線の駅である。
日蓮宗総本山である身延山久遠寺や南アルプスを控えた身延線の拠点駅。特急「ふじかわ」を含む全列車が停車する。当駅を境として旅客流動に違いがあるため、乗客の多くが入替わる。

## 歴史
- 1920年（大正9年）5月18日：富士身延鉄道線が甲斐大島駅から延伸、その終着駅として開設[1]。旅客・貨物取扱開始[2]。
- 1927年（昭和2年）12月17日：富士身延鉄道線が市川大門駅まで延伸[1]。
- 1938年（昭和13年）10月1日：富士身延鉄道を鉄道省（国鉄の前身）が借上げ[1][2]。
- 1941年（昭和16年）5月1日：国有化され、鉄道省身延線の駅となる[1]。
- 1980年（昭和55年）6月8日：駅舎改築。
- 1984年（昭和59年）1月16日：貨物取扱廃止[2]。砂利やセメント取扱があった。
- 1985年（昭和60年）3月14日：荷物扱い廃止[2]。
- 1987年（昭和62年）4月1日：国鉄分割民営化に伴い、JR東海の駅となる[1][2]。
- 1999年（平成11年）：関東の駅百選に選定される。

## 駅構造
駅舎に接する単式ホーム1面1線と、奥に島式ホーム1面2線と合わせて2面3線を持つ地上駅。線路はほぼ南北に走り、駅舎は西側に設置されている。のりばは駅舎側から1番線、2番線、3番線で、1番線には上下に関わらず半数程の列車が発着し、2番線には甲府方面列車のうち半数程が、3番線には富士方面の列車のうち少数が発着する。特急列車は改札から段差がない1番線に停車し、これに対し普通列車は島式2・3番線に停車する事が多い（但し、特急通過待ちが無い場合、普通列車も1番線に入ることがある）。後続特急待避を伴う長時間停車を行う普通列車も存在する。
これらの他、3番線東側には側線が約3本あり、留置線として使われている（夜間滞泊も設定されている）。また、単式ホームと島式ホームの間は地下道を通って渡る。2・3番線ホームはかつて1番線ホームと同じ長さであったが、2005年度中に一部解体されて現在の長さとなった。
駅舎は1980年（昭和55年）6月に完成した一階建ての建物でコンコース部分は屋根が高くなっている。駅舎内部には待合所の他、有人出札窓口や自動券売機が設置されている。待合所には売店や立ち食いそば屋があったがいずれも撤退している。代わりとして飲み物や菓子類の自販機が設置されている。
駅長・駅員配置駅（直営駅）である。管理駅として、十島駅 - 鰍沢口駅間の各駅を管理している。JR全線きっぷうりばが設置されている。

### のりば
| 番線 | 路線      | 方向 | 行先             |
| ---- | --------- | ---- | ---------------- |
| 1    | CC 身延線 | 上り | 富士宮・富士方面 |
| 1    | CC 身延線 | 下り | 甲府方面         |
| 2    | CC 身延線 | 下り | 甲府方面         |
| 3    | CC 身延線 | 上り | 富士宮・富士方面 |

（出典：JR東海:駅構内図）
- 特急列車の殆どは、上下共1番線を使用している（一部2・3番線を使用する特急も存在する）。

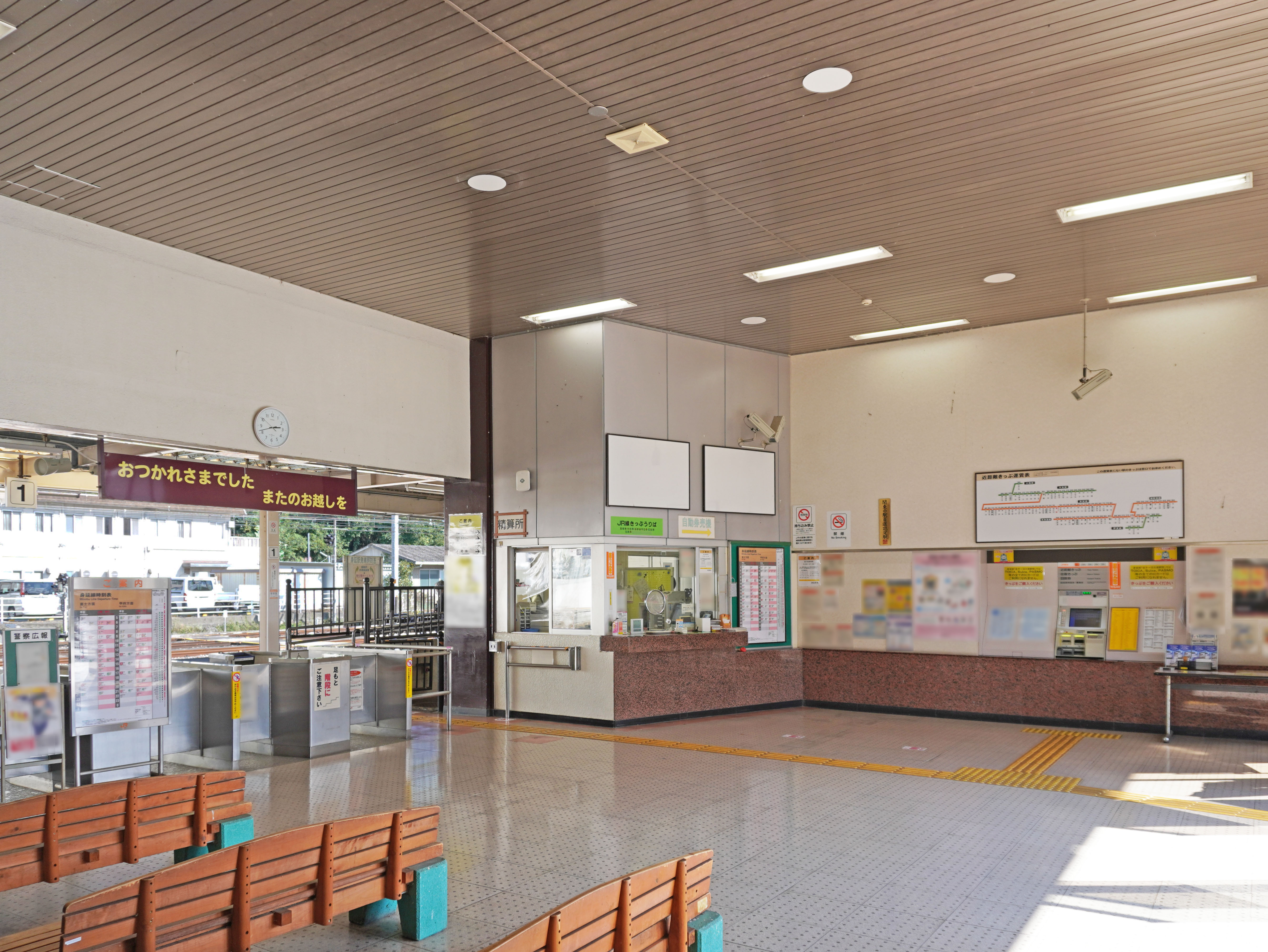
改札口（2022年9月）
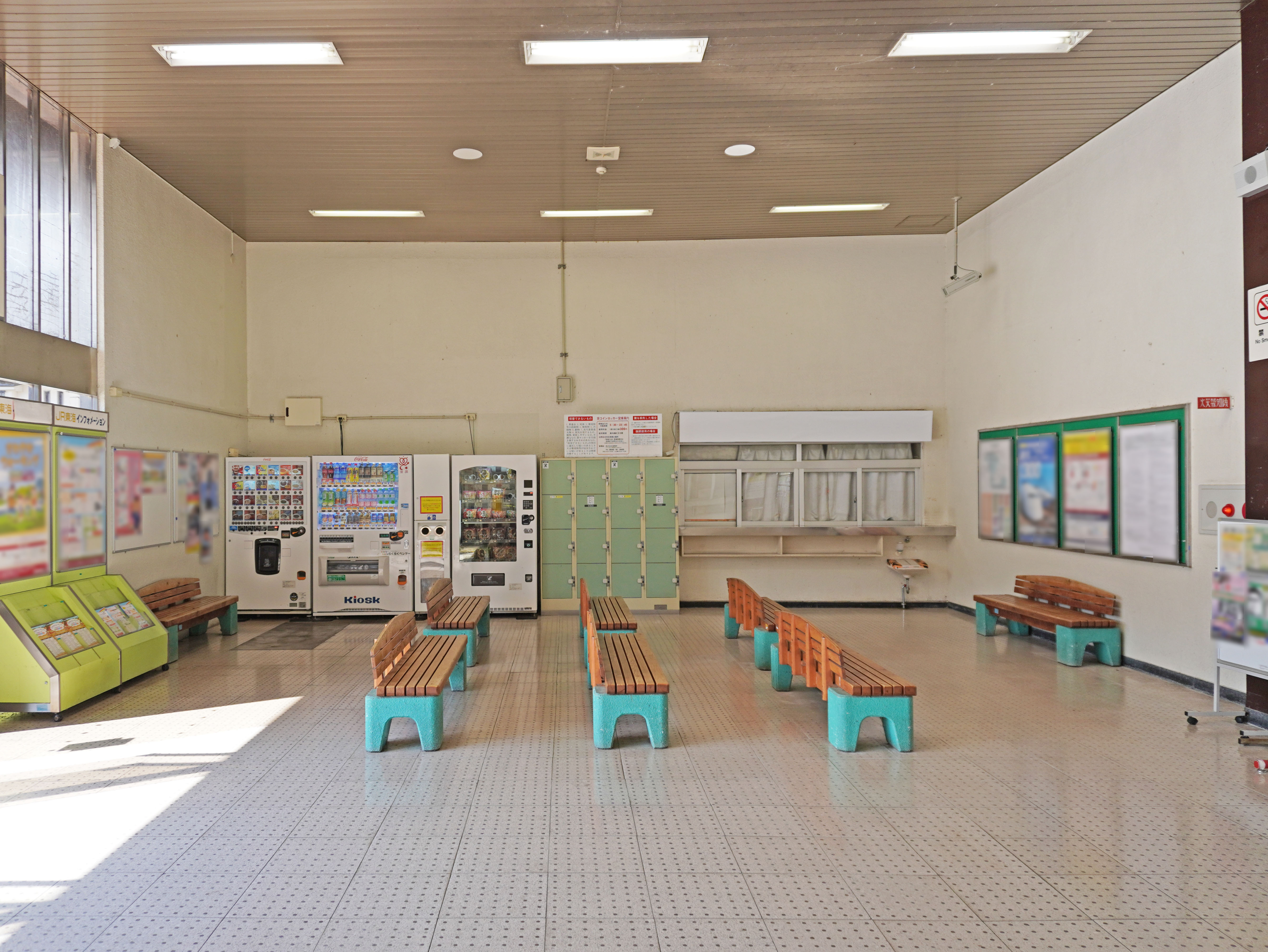
待合室（2022年9月）
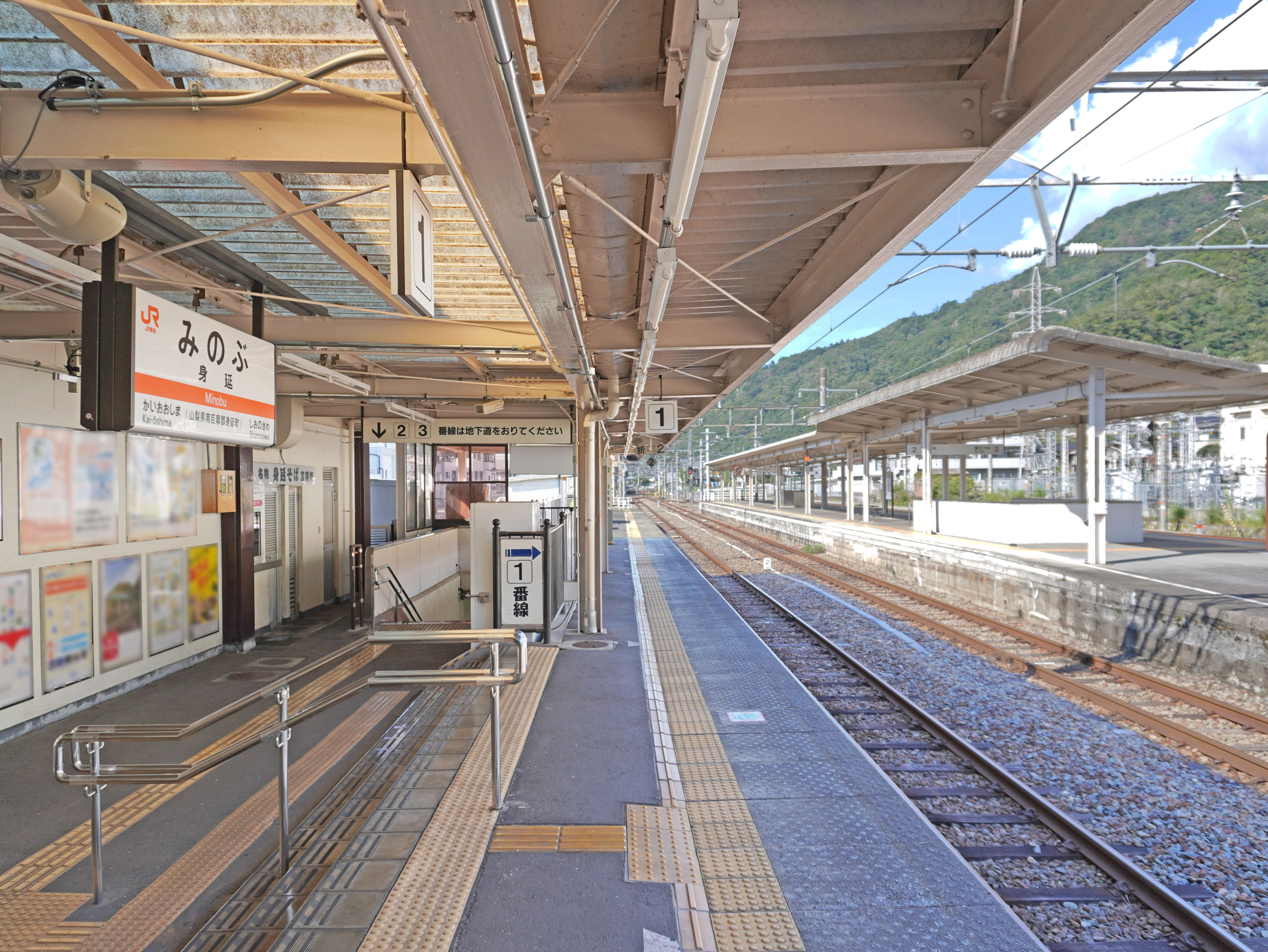
1番線ホーム（2022年9月）
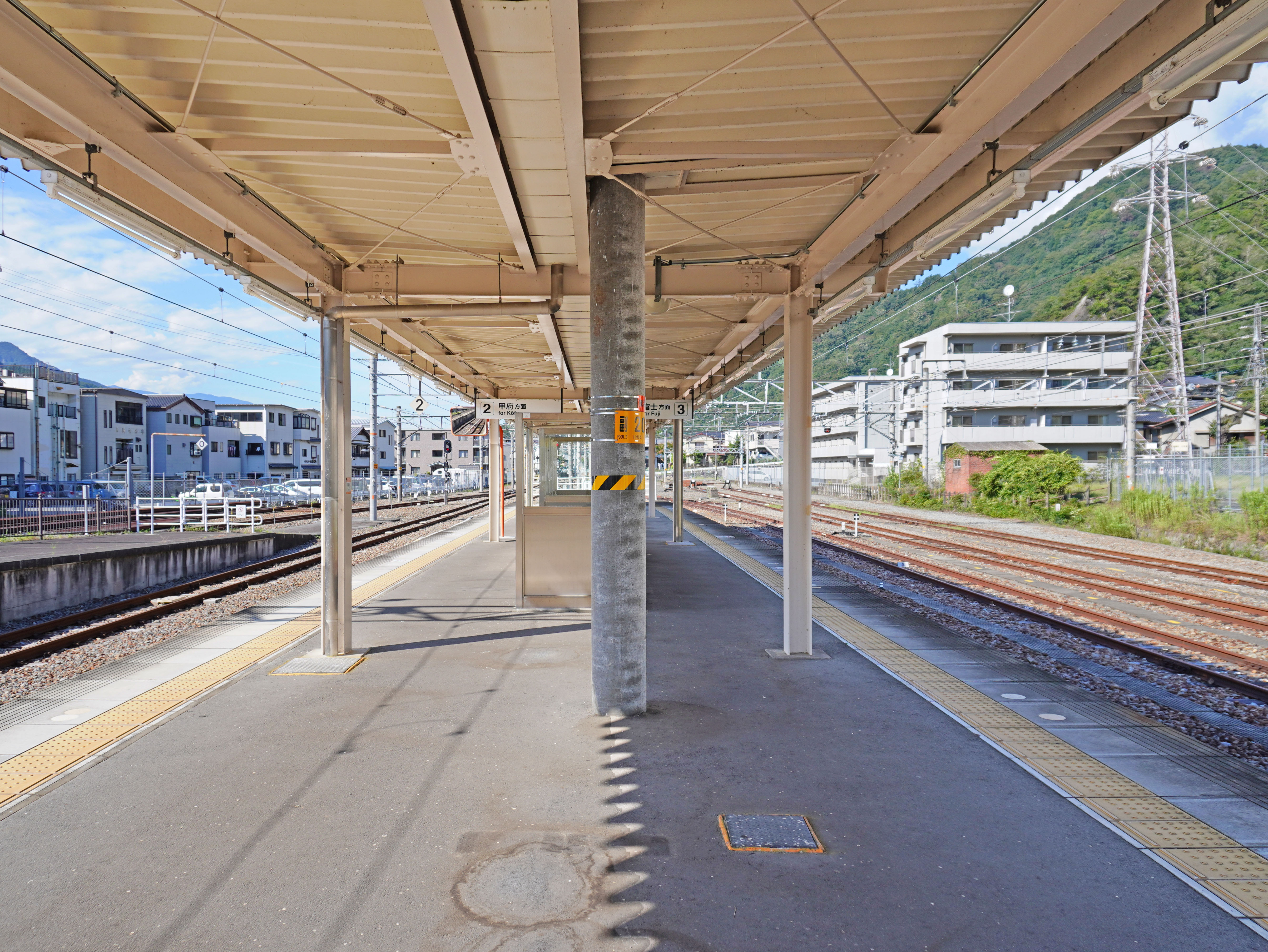
2・3番線ホーム（2022年9月）
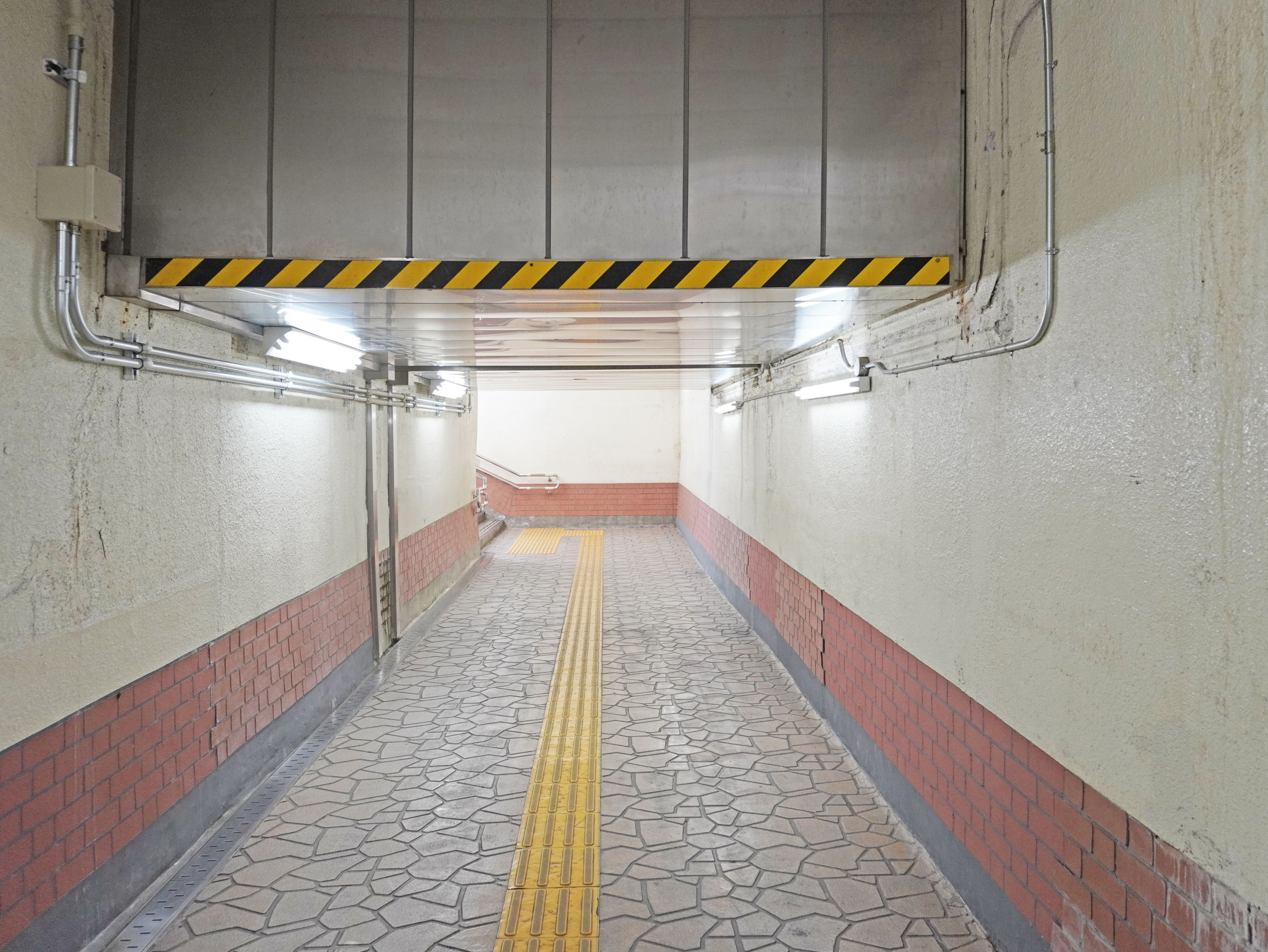
地下道（2022年9月）

## 利用状況
日蓮宗の総本山である身延山久遠寺への参拝客や観光客で賑わう。
『山梨県統計年鑑』によると1日の平均乗車人員は以下の通りである。
| 乗車人員推移 | 乗車人員推移     |
| 年度         | 1日平均 乗車人員 |
| ------------ | ---------------- |
| 2005         | 449              |
| 2006         | 441              |
| 2007         | 479              |
| 2008         | 455              |
| 2009         | 472              |
| 2010         | 447              |
| 2011         | 380              |
| 2012         | 371              |
| 2013         | 338              |
| 2014         | 340              |
| 2015         | 338              |
| 2016         | 357              |
| 2017         | 331              |
| 2018         | 303              |

## 駅周辺
駅前は整備されており、バスロータリーやタクシー乗り場がある。駅前広場から土産物屋などが並ぶ商店街（しょうにん通り商店街）がのびているが、この商店街は1999年（平成11年）に区画整理が行われ、建物のデザインが和風に揃えられている。
駅前を身延線や富士川に沿って走るのは県道10号である。身延町から富士宮市に掛けて富士川東岸を縦貫する道で、甲斐大島駅、内船駅等を通っている。
身延町役場身延支所、山梨県立身延高等学校、身延町立身延中学校、身延町立身延小学校等がある身延中心部は富士川の対岸となっているが、駅の北300m程の所で身延橋が富士川を渡り、連絡している。なお、駅のある場所はかつては西八代郡大河内村に属し、富士川が身延町との境になっていた。1955年（昭和30年）に大河内村は身延町と合併し、当駅も身延町内の駅となった。
久遠寺の参拝客以外に南アルプスへの登山客等も当駅を利用し、春の花見シーズンには久遠寺のシダレザクラを目当てにした観光客も訪れる。

## バス路線
駅前のバスロータリーにある「身延駅前」停留所、当駅南側の山梨交通身延営業所にある「身延」停留所にて、以下の路線が発着する。
| 停留所名 | 運行事業者                      | 系統・行先                                   | 備考                 |
| -------- | ------------------------------- | -------------------------------------------- | -------------------- |
| 身延駅前 | 山梨交通                        | 身延山                                       |                      |
| 身延駅前 | 身延町営バス （山梨交通）       | 身延鰍沢線：富士川病院                       | 日休日・年末年始運休 |
| 身延駅前 | 早川町乗合バス （俵屋観光）     | 奈良田温泉                                   | 年末年始運休         |
| 身延     | 山梨交通 京王バス               | 中央高速バス身延線：バスタ新宿（新宿駅南口） |                      |
| 身延     | 山梨交通 しずてつジャストライン | 静岡甲府線：竜王駅 / 静岡駅                  | 土休日運行           |

## その他
- 留置線レールに、イギリスから輸入したものが平成まで使用されていた。

## 隣の駅
※特急「ふじかわ」の隣の停車駅は列車記事を参照のこと。
東海旅客鉄道（JR東海）
CC 身延線
甲斐大島駅 - 身延駅 - 塩之沢駅